# Baladi (cédrat)
Pour les articles homonymes, voir Baladi.
Espèce
Classification phylogénétique
Le cédrat Baladi ou Balady est un cédrat (C. medica) produit en Israël à de fins rituelles juives. Il fait partie des cédrats à pulpe acide.

## Dénomination
L'arabe بلدي (baladi) signifie mon pays (= local). L'adjectif est largement utilisé: pain baladi, et pour les agrumes: orange douce baladi, mandarine baladi, lime baladi, la limette aigre du Maghreb الليمون بلدي (allayumun baladi) se dit notre limette. Il n'apporte pas de précision à la description botanique, C. medica var. Baladi (ou souvent Balady en anglais) n'est pas admis dans la nomenclature. Il est employé comme synonyme de cédrat = étrog = touroung Balady et désigne spécialement des cédrats produits en Israël, en hébreux החזון איש (Chazon Ish). Chez R. Cottin (1997) Baladi, Balady désigne des oranges douces, une bigarade, un Citrus limettioïde mais pas de cédrat.  

## Histoire
D'après Gil Marks (2010) vers 1850, une communauté juive sépharade aurait planté des graines de cédrat reçues de Corfou dans la zone littorale proche de Jaffa. Ces cédrats Balady israéliens ont servi de porte-greffe aux cédrats grec et les fruits obtenus choisis comme fruit rituel prédominant. Le rabbin Chaim Elazar Vacks (1822-1889) croyait que cette variété avait les plus forts caractères traditionnels. Le rabbin Avrohom Yeshaya Karelitz (Chazon Ish) arrivé en Israël en 1933 effectua une sélection variétale près de Safed, on lui doit les cultivars Chazon Ish-Halperin (Rafael Halperin était l'élève Karelitz) et Chazon Ish-Lefkowitz (obtenu de semis par Michal Yehouda Lefkowitz, autre rabbin orthodoxe).

## Description
Chazon Ish-Lefkowitz est un fruit bosselé et pointu, les autres caractères sont débattus notamment sa productivité, il est comestible et utilisé dans la cuisine locale notamment pour faire des écorces confites ou succade.
Du point de vue rituel juif les cédrats baladis sont réputés des plants directs, les fruits de plantes greffées n'étant pas admis.